# 中外商業新報
中外商業新報（ちゅうがいしょうぎょうしんぽう）は、1889年（明治22年）1月27日創刊の経済新聞である。前身は「中外物価新報」。現在の日本経済新聞である。

## 沿革
1876年（明治9年）12月2日に創刊した『中外物価新報』を改題して発足した。中外物価新報は、三井物産の創業者・益田孝を中心として創刊され、印刷を競合の東京日日新聞を発行する日報社（現・毎日新聞東京本社）に委託した。発行所が三井物産中外物価新報局であったことからも分かるように、同紙は三井物産の機関紙としての性格が濃厚であった。1882年に新たな発行所「商況社」を設立し、1889年（明治22年）には題号を『中外商業新報』に改めたことにより、形式的には三井財閥から独立したが、その後も両者の関係は緊密であった。
1897年（明治30年）9月、匿名組合であった商況社は合資会社に改組した。しかし深刻な経営難に陥り、1905年（明治38年）に主幹の野崎廣太が、個人の名義で事業を承継。1911年（明治44年）に「中外商業新報社」として株式会社に改めた。日本の新聞社で株式会社化したのは、当社が初めてで、後に朝日新聞社や大阪毎日新聞社といった大手も追随した。
大東亜戦争（太平洋戦争・第二次世界大戦）中の1942年（昭和17年）11月1日に、『日刊工業新聞』及び『経済時事新報』を吸収合併するとともに、東日本の業界紙11紙を買収して『日本産業経済』と改題した。これは、新聞事業令の公布・施行に伴う内閣情報局の指導方針に沿って行われたもので、中外商業新報社は東京周辺で発行されていた新聞各紙の受け皿となった。ただし、日刊工業新聞は当社が継続発行することになり、『軍事工業新聞』（ぐんじこうぎょうしんぶん）と改題した。また同時に社名を日本産業経済新聞社（にほんさんぎょうけいざいしんぶんしゃ）と改めた。
終戦後の1946年（昭和21年）3月、題号を『日本経済新聞』、社名を日本経済新聞社に、それぞれ改めた。東京都日本橋区（現・中央区）茅場町の本社は1964年（昭和39年）、千代田区大手町に旧日経ビルが完成するまで本社として使われ、その後も日本経済新聞社が所有して『日経茅場町別館』となった。1988年（昭和63年）、日経茅場町別館は建て替えられ、現在に至る。

## 大阪中外商業新報
1924年（大正13年）12月からの一時期、『大阪中外商業新報』を創刊して大阪に進出するが、前述の在京経済専門各紙との新聞統合の際に同紙を廃刊にして、関西から一旦撤退している。なお、東海以西（西日本）で発行されていた業界紙や経済専門紙は大阪で前田久吉が創刊した『日本工業新聞』を受け皿として合同し、『産業経済新聞』（現・産経新聞）を創刊した。この様な経緯から『日本産業経済』の時代はもちろん、戦後改題して『日本経済新聞』になってからも暫くは東海以西での印刷や発行は行われなかった。

産経新聞が1950年（昭和25年）、一般紙転換とともに東京進出を果たすと、日本経済新聞社もこれに対抗して大阪支社を復活。大阪での印刷・発行を再開した。10年後の1961年（昭和36年）、大阪本社に格上げされ日経は東京との2本社制による全国紙になった。

## 主な出身者
- 青木正（1898年 - 1966年）　元国家公安委員長・自治庁長官。中外商業新報整理部長を経て政界入り。
- 石田博英[4]（1914年 - 1993年）　衆議院議員。労働大臣、運輸大臣を歴任
- 小汀利得（1889年 - 1972年）　1945年、中外商業新報社長に就任。国家公安委員会委員などを歴任。TBS「時事放談」に出演していたことで知られる
- 木村清四郎（1861年 - 1934年）　1885年、中外商業新報主幹に就任。日本銀行副総裁や千代田生命保険取締役を歴任。貴族院議員
- 清沢洌（1890年 - 1945年）　『暗黒日記』の著者。同紙や東京朝日新聞（現：朝日新聞）の記者を経て独立
- 斎藤修一郎（1855年 - 1910年）　井上馨の秘書官、農商務次官
- 田中都吉（1877年 - 1961年）　中外商業新報社長、外務次官
- 野崎廣太（1859年 - 1941年）　1898年、中外商業新報主幹兼社長に就任。三越呉服店社長
- 丸山幹治（1880年 - 1955年）　丸山眞男の父。同紙をはじめ、大阪朝日新聞（現：朝日新聞）や大阪毎日新聞（現：毎日新聞）に在籍
- 原澄治（1878年 - 1968年）　1904年入社（のち経済部長）、後に実業家として活躍する。

## 年表
- 1882年 - 商況社創業。
- 1889年1月 - 「中外物価新報」を「中外商業新報」に改題。
- 1895年8月 - 本社及び工場を日本橋北島町（現日本橋茅場町）へ移転。
- 1897年9月 - 商況社を合資会社化。
- 1905年 - 野崎廣太が個人経営を開始。
- 1909年 - 商号を中外商業新報社に変更。
- 1911年8月 - 三井合名の全額出資で日本の新聞社としては初となる株式会社化を実施。資本金10万円[1][3]。
- 1924年10月 - 夕刊の発行を開始。
- 1924年12月 - 夕刊紙「大阪中外商業新報」を創刊。関西に進出[1][3]。
- 1928年 - ニューヨークに特派員事務所を設置。
- 1941年6月 - 三井財閥から離れて社内株主による自主経営に移行[3]。
- 1942年11月 - 政府主導による新聞統合に伴い、「日本産業経済」に改題[2]。同時に「大阪中外商業新報」を廃刊[1]。
- 1946年3月 - 「日本経済新聞」に改題。